# Oskar Hünlich

Oskar Hünlich

Oskar Hünlich (* 28. November 1887 in Neugersdorf; † 2. Februar 1963 in Wilhelmshaven) war ein deutscher Politiker (SPD).

## Leben und Wirken
Hünlich wurde 1887 als Sohn eines Eisendrehers geboren. Er besuchte von 1894 bis 1902 die Volksschule in Neugersdorf. Danach erlernte er das Schriftsetzerhandwerk und besuchte eine Fortbildungsschule. In den folgenden Jahren übte er seinen Beruf nacheinander in Humburg, Bozen, Fraustadt, Bad Harzburg, Grünberg und Darmstadt aus. 1911 wurde er Redakteur beim Norddeutschen Volksblatt. Von 1914 bis 1920 war Hünlich Mitglied, seit 1919 auch Vorsitzender des Stadtrates, des Schulvorstandes und anderer Gremien in Rüstingen. Am 1. August 1919 wurde er Bezirksparteisekretär der SPD für Oldenburg-Ostfriesland. Paul Hug war sein Förderer.
Von 1920 bis 1933 gehörte Hünlich als Abgeordneter seiner Partei für den Wahlkreis 16 (Weser-Ems) dem Reichstag an. Schwerpunkte seiner parlamentarischen Tätigkeit waren die Mitarbeit im Verkehrsausschuss, in dem er nachhaltig für den Bau des Küstenkanals eintrat, und die Wehrpolitik. Schon 1919/1920 setzte er sich für ein positives Verhältnis der Sozialdemokratie zur neugebildeten Reichswehr ein. Durch eine sozialdemokratische Einflussnahme hoffte er, die sich im Heer ankündigende restaurative Entwicklung verhindern zu können. Wegen seiner grundsätzlich positiven Haltung zur Reichswehr geriet er wiederholt in Konflikte mit Teilen seiner Partei, konnte sich aber immer wieder bei der Kandidatenaufstellung durchsetzen.
Er gehörte noch dem letzten, am 5. März 1933 gewählten, Reichstag an und war der einzige Parlamentarier aus dem Freistaat Oldenburg, der am 24. März 1933 gegen das Ermächtigungsgesetz stimmte. Nach der Besetzung der Räume der Bezirksgeschäftsstelle, des Verlages Paul Hug und der Redaktion des Volksblattes flüchtete Hünlich Anfang Mai 1933 in das deutschsprachige Grenzgebiet der Tschechoslowakei. Hier war er nach Rücksprache mit dem ebenfalls emigrierten Parteivorstand in der illegalen Grenzarbeit tätig und unterhielt weiterhin Kontakte zu Funktionären seines einstigen Wahlkreises. Nach der militärischen Besetzung des Sudetenlandes flüchtete er über Prag nach Dänemark und von dort 1940 nach Schweden. Hier arbeitete er in seinem alten Beruf in Norrköping und später in Stockholm. Bereits 1939 wurde Hünlich, ein Anhänger der Gruppe um Kurt Heinig, in Deutschland ausgebürgert und wurde staatenlos. In Schweden stand er, wie auch Paul Neue (1876–1969), mit dem er weiterhin freundschaftlich verbunden war, in fast ständiger Auseinandersetzung mit der Internationalen Gruppe demokratischer Sozialisten, die unter maßgeblicher Mitwirkung von Willy Brandt alle sozialistischen Emigrationsgruppen zusammenfassen wollte, was Hünlich strikt ablehnte. Im Oktober 1946 kehrte er nach Wilhelmshaven zurück und widmete sich dem Wiederaufbau des Verlages Paul Hug & Co. 1947 erhielt er von der britischen Militärregierung die Genehmigung zur Herausgabe der in Wilhelmshaven erscheinenden sozialdemokratischen Nordwestdeutschen Rundschau. Er war einer der drei Lizenzträger der Zeitung und bis 1954 auch deren Chefredakteur. Nach seinem Ausscheiden aus der Redaktion im Jahr 1954 zog Hünlich sich ins Privatleben zurück.

## Privates
Seit 1910 war er mit Martha geb. Radelski verheiratet, die Ehe blieb kinderlos.

## Schriften
- Eine Großdruckerei feiert ihren fünfundsiebzigsten Geburtstag. Kleine Geschichte der Großdruckerei und des Verlages Paul Hug & Co. in Wilhelmshaven 1888 - 1963, Wilhelmshaven 1963.